# Effi Briest
Pour l’article homonyme, voir Effi Briest (film, 1974).
Effi Briest (titre original: Effi Briest) est un roman allemand de Theodor Fontane, qui fut publié en six parties distinctes dans le périodique Deutsche Rundschau d'octobre 1894 à mars 1895, avant d'être publié en livre en 1896. Cette œuvre représente un tournant pour le réalisme poétique de la littérature allemande. L'action se situe dans le nord de l'Allemagne unifiée des années 1885-1895.

## Personnages
- Effi, 17 ans, est inspirée par la baronne Elisabeth von Ardenne (de), née von Plotho (1853-1952)[2]. Elle s'inquiète et se découvre de 17 à 19 ans, s'épanouit à Berlin de 19 à 26 ans, puis est exclue, végète et s’éteint à 29 ans.
- la famille d'Effi,
  - Luise (ou Louise) von Briest, sa mère,
  - le Ritterschaftsrat (conseiller en chevalerie, titre honorifique) von Briest («une cinquantaine d'années» p.36), son père,
  - le lieutenant Dagobert von Briest, fort gai, sans doute amoureux d'Effi, et qui lui fait découvrir Berlin et L'Île des morts (1880-1886) de Böcklin, son cousin,
- le baron Geert von Innstetten, mari d’Effi, un temps au service de l’armée prussienne, fonctionnaire à rang de préfet ou sous-préfet (Landrat). Autrefois soupirant de Louise, il a été rejeté en raison de son rang social jugé trop inférieur...
- le Major von Crampas, ami d’Innstetten,
- les autres
  - le pharmacien Alonzo Gieshübler,
  - la cantatrice Marietta Tripelli,
  - les nombreux voisins, médecins, religieux, nobles...
  - les nombreux domestiques, dont Friedrich, Johanna, Christel, Roswitha...
  - les collègues de travail du baron, dont Wüllersdorf.

## Résumé
Effi Briest, 17 ans, une jeune aristocrate, «à moitié enfant» (p. 214), mène une vie tranquille au royaume de Prusse, à Hohen-Cremmen, petite ville fictive du Mecklembourg (Allemagne du Nord). Le cours de sa vie est tracé par ses parents, dont les décisions sont à leur tour soumises aux mœurs de l’époque.
Le premier chapitre présente les conversations et occupations (balançoire au bord de l'étang, p. 24) de la demoiselle et ses amies, Hulda, et les jumelles Bertha et Hertha. Quand le baron Geert von Innstetten, administrateur d'arrondissement (de), («Il a, à un jour près, l'âge de maman, [...], trente-huit ans» (p. 28)), et qui a autrefois courtisé sa mère (p. 29), lui demande officiellement sa main (p. 35), elle finit par s’incliner sans émettre de protestations.
Ils partent en voyage de noces (chap. 5) sitôt mariés: Munich, Innsbruck, Vérone, Vicence, Padoue, Venise, Capri, Sorrente... Féru d’histoire et d’art, le baron discourt durant tout le périple, sans que ses connaissances impressionnent sa jeune femme.
En fin de congé (chap. 6), ils s'installent durablement à Kessin, petite ville fictive de Poméranie, approximativement à 60 kilomètres au nord de Hohen Gremmen, sur les rives de la mer Baltique, dans la maison du Landrat, dont tout l'étage est inoccupé, qui comporte diverses autres curiosités décoratives (bateau, requin, crocodile), mais où vit également un chien affectueux, Rollo (p. 70). Très rapidement, elle soupçonne que leur maison commune est hantée. Quand Geert lui raconte la légende d’un fantôme chinois qui vivrait chez eux et qu’elle lui déclare qu’elle a peur, il la tance : si le public se rend compte de ses affres, les médisances risquent d'entraver sa carrière. Ce reproche sème la discorde.
Les relations entre le couple et les nobles de la ville sont distantes : Effi est jugée puérile. Le pharmacien, Gieshübler, est le seul à chercher à se rapprocher d'elle, et c’est en le voyant fréquemment qu’elle arrive enfin à se faire un ami. Par générosité et par précaution, elle embauche Roswitha comme future nourrice.
La naissance de sa fille Annie la comble, mais très vite la joie cède au fiel. Elle se lie alors d'amitié avec Crampas, qui vient d’arriver en ville avec sa famille. Elle sait qu’une crise a troublé le mariage du major et que sa femme, qui lui fait horreur, en a beaucoup pâti.
Son air badin séduit Effi. D’emblée, ils sont en relative communion d’esprit. Leur intrigue s’achève par une union charnelle : elle se pâme quand il la touche et qu’il lui conte fleurette. Elle s’éloigne de son mari, dont la pudeur l’enfielle et, d’ailleurs, il travaille tellement dur qu’il lui prodigue peu d’amour. Elle est si chagrinée qu’elle peine à voiler sa rage, même à Noël.
Par contre, quand le baron est promu à Berlin, comme attaché de ministère, la jeune femme de 19 ans exulte : le déménagement met fin à la fois à son isolement et à son flirt (illicite), dont l’aveu public ou la découverte poserait problème. Le jour du départ, le major lui fait un signe d’adieu bien qu’elle ait rompu avec lui, dans une lettre citée.
Sept ans plus tard, toujours à Berlin, le couple est bien installé, Effi (26 ans) élève sa fille. À la suite d'un incident impliquant Anne, par hasard, le baron découvre (chap. 27) les billets doux que sa femme a reçus du major. Pour "laver son honneur", le baron s’adjoint la compagnie d’un collègue ami, Wüllersdorf, qui estime cela trop précipité et bien tardif — car les amours d’Effi Briest sont vieilles de sept ans, tout peut s'oublier —, mais il finit par accepter. Pour Geert, depuis qu'il a décidé de se confier à son ami, les normes de l’époque requièrent que l’honneur familial soit lavé à tout prix. Wüllersdorf part organiser le duel, et le lendemain, Geert se met en route pour se battre en duel avec son ancien rival, à l'ancienne.
Il tue le major, répudie sa femme, garde Annie qu’il élève dans le rejet d'Effi. La brève rencontre entre Effi (29 ans) et Annie (chap. 32 à 34), trois années après le divorce, est viciée par la haine inculquée à Annie. Et Roswitha découvre Effi anéantie: «elle paraissait sans vie» (p.316).
Geert n’est pas le seul à chasser Effi. Ses parents la proscrivent à leur tour. Effi doit s’isoler, la solitude lui pèse, le deuil la mine, et la faible allocation que lui accordent ses parents limite ses ambitions, ses occupations et ses relations.
Les médecins inquiets incitent ses parents à la reprendre. Finalement recueillie au domicile familial, elle s’étiole durant des mois (chap. 34) : l’interdit l’a flétrie au point qu’elle décède. Cela fait des années qu’elle n’a plus revu son mari, mais elle lui pardonne tout. Pendant ce temps, le conseiller Innstetten a obtenu la décoration de l'Aigle rouge et peut espérer devenir directeur au ministère. Il cède à la demande de Roswitha que le chien Rollo soit remis à Effi.
Dans la scène qui clôt le roman (chap. 36), les parents Briest se demandent si leurs propres actions ont concouru à la chute de leur fille. Mais ce détail est tellement scabreux que la discussion ne tarde pas à les lasser.

## Réception
La critique est très favorable. Le succès suit. Même sur Thomas Mann loua le roman.
Plus de cent ans après la publication, le livre est resté un classique de la littérature allemande,.

## Éléments d'analyse
Le récit au passé est mené par un narrateur extérieur, omniscient mais pratiquement absent, ou plutôt qui refuse d'intervenir. Les scènes où n'intervient pas ou guère Effi pourraient être réalistes.
Les descriptions sont globalement le fait du personnage principal, quasi unique.
Les fonctions réelles des nobles, ou des bourgeois, sont floues, tout comme leurs activités et leurs revenus.
La différence d'âge ne semble pas poser problème.
Les relations entre les maîtres et les domestiques sont explicites et réalistes, pour l'époque.
La relation d'Effi au chien Rollo est particulièrement approfondie, surtout si on la compare à d'autres animaux de compagnie de héros ou héroïnes des fictions romanesques de cette époque.
L'essentiel du texte consiste en conversations, dialogues principalement, parfois monologue(s), éventuellement intérieur(s). Certaines parties du texte ont une origine difficile à situer, qui fait hésiter d'une instance de narration à un aspect de la personnalité d'Effi.
L'action principale, la passion adultère, est dissimulée. Le lecteur francophone contemporain penserait au principe de plaisir (au ça), et au corps physique, en se référant à Flaubert (Madame Bovary), Maupassant (Une vie) ou Zola (Nana), à la sexualité (Zola), ou à la passion (Flaubert).
Le texte de Fontane fonctionne au surmoi : ceci ne devrait pas exister, donc il n'en est pas question, ou si peu. Les retours de promenade solitaire d'Effi en bord de mer, les écarts, se terminent régulièrement par un rendez-vous raté avec Roswitha (dont p. 202). La passion ne laisse presque aucune trace, sauf la lettre de rupture qu'écrit Effi (p. 224), et surtout le paquet de lettres de Crampas. Tout se passe presque comme si rien n'avait eu lieu, jusqu'à la découverte de ces lettres. Il aurait suffi de brûler au bon moment toutes ces preuves... ou ne pas les faire exister.
Contrairement à Une maison de poupée d'Henrik Ibsen , à L'Éternel Mari de Dostoïevski, à Anna Karénine de Léon Tolstoï, au Sous-lieutenant Gustel d'Arthur Schnitzler, ou encore aux romans d'Elfriede Jelinek, tout rentre dans l'ordre, chacun se résigne à subir, une forme de fatalité, qu'il s'agisse de sévir ou de périr : réconciliation. Chacun pardonne à chacun.

## Citations
- Effi: «Un bel homme, d'aspect très viril» (p. 27, à propos d'Innstetten).

- Hulda: «Il ne faut pas tenter le sort: l'orgueil précède la chute» (p. 28).

- Briest: «Magnifique exemplaire humain» (p. 45, à propos d'Innstetten).

- (Narrateur ou Effi): «Innstetten était aimable et bon, mais ce n'était pas un amant. Il avait le sentiment d'aimer Effi, et par conséquent la conscience tranquille , en sorte qu'il ne faisait pas d’effort particulier. [...] Il y avait bien Rollo qui venait se coucher à ses pieds sur le tapis devant la cheminée comme pour lui dire «Il faut que je m'inquiète de toi puisque personne d'autre ne le fait.»» (p. 127).

- Effi (ou narrateur): «Elle eut peur tout en se sentant comme prisonnière d'un enchantement auquel du reste elle ne voulait pas échapper » (p. 191, lors de la première fois avec Crampas).

- (Narrateur): «Innstetten lui lança un regard pénétrant. Mais il ne vit rien et ses soupçons s'endormirent» (p. 204).

- Innstetten: «La plus noire ingratitude que j'aie connue de ma vie. «À la santé de ma belle cousine, a-t-il dit. Savez-vous, Innstetten, que j'ai envie de vous provoquer et de vous tuer? Car Effi est un ange et vous me l'avez ravi.» Et il avait un air si grave et si mélancolique qu'on aurait presque pu le croire» (p. 214, à propos d'une soirée avec le cousin Dagobert).

- Wüllersdorf: «Innstetten, votre situation est terrible et le bonheur de votre vie est ruiné. Mais si vous tuez l'amant, vous doublez cette ruine, car à la douleur du mal enduré vous ajouterez la douleur d'un mal infligé. Tout se résume à ceci: êtes-vous obligé d'agir comme vous le voulez? Ressentez-vous une telle blessure, une telle injure, un tel courroux que l'un de vous deux doive disparaître?» (p. 274)

- Innstetten: «Il y a que je suis infiniment malheureux; j'ai été offensé, odieusement trompé, et pourtant je n'éprouve aucun sentiment de haine, aucune soif de vengeance. Et si je me demande pourquoi, je ne trouve d'abord comme explication que ces sept années. On parle toujours de faute inexpiable: cela est certainement faux devant Dieu, mais cela l'est aussi devant les hommes. Je n'aurais jamais cru que le temps, rien que le temps, pût avoir un tel effet. Et en second lieu: j'aime ma femme; oui, c'est étrange à dire, je l'aime encore, et si terrible que soit tout cela, je suis tellement pris par sa séduction, par ce charme qui lui est propre, que malgré moi je me sens incliné au pardon jusque dans le dernier repli de mon cœur.» (pp. 274-275)

- Wüllersdorf: «Le monde est ce qu'il est; les choses ne vont pas comme nous le voulons, mais comme les autres le veulent. Le jugement de Dieu, dont parlent certains en montant sur leurs grands chevaux, est certainement une absurdité; laissons cela; inversement, notre culte de l'honneur est le culte d'une idole, mais nous devons nous y soumettre, tant qu'il y a des idoles» (p. 277).

- Brief: «Louise, Louise, laissons cela... il y a trop de choses dans le monde» (p. 339, derniers mots du texte).

## Adaptations

### Au cinéma
- 1939 : La Chair est faible (de) (Der Schritt vom Wege), film allemand réalisé par Gustaf Gründgens, avec Marianne Hoppe, produit par la UFA
- 1955 : Effi Briest ou Roses d'automne (Rosen im Herbst), film allemand réalisé par Rudolf Jugert, avec Ruth Leuwerik
- 1974 : Effi Briest (Fontane Effi Briest en version originale), film de la République fédérale d'Allemagne (140 minutes), réalisé par Rainer Werner Fassbinder, avec Hanna Schygulla (Effi Briest), Wolfgang Schenk (Geert von Innstetten), Ulli Lommel (Major von Crampas), Herbert Steinmetz (Herr Briest), Lilo Pempeit (Luise Briest), Hark Bohm (Alonzo Gieshübler), Karl-Heinz Böhm (Wüllersdorf), Barbara Valentin (die Tripelli), Ursula Strätz (Roswitha), Irm Hermann (Johanna)
- 2009 : Effi Briest, film allemand (117 minutes) réalisé par Hermine Huntgeburth, avec Julia Jentsch (Effi Briest), Sebastian Koch (Geert von Innstetten), Mišel Matičević (Major von Crampas), Juliane Köhler (Luise Briest), Thomas Thieme (de) (Herr Briest), Barbara Auer (Johanna), Margarita Broich (Roswitha), Rüdiger Vogler (Alonzo Gieshübler)

### À la télévision
- 1970 : Effi Briest, téléfilm est-allemand réalisé par Wolfgang Luderer, avec Angelica Domröse